# Salón de la Fama de la UCI

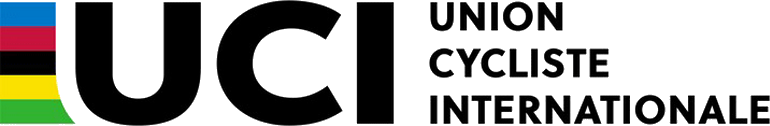
Cycling Hall of Fame
Servicio dependiente de la UCI

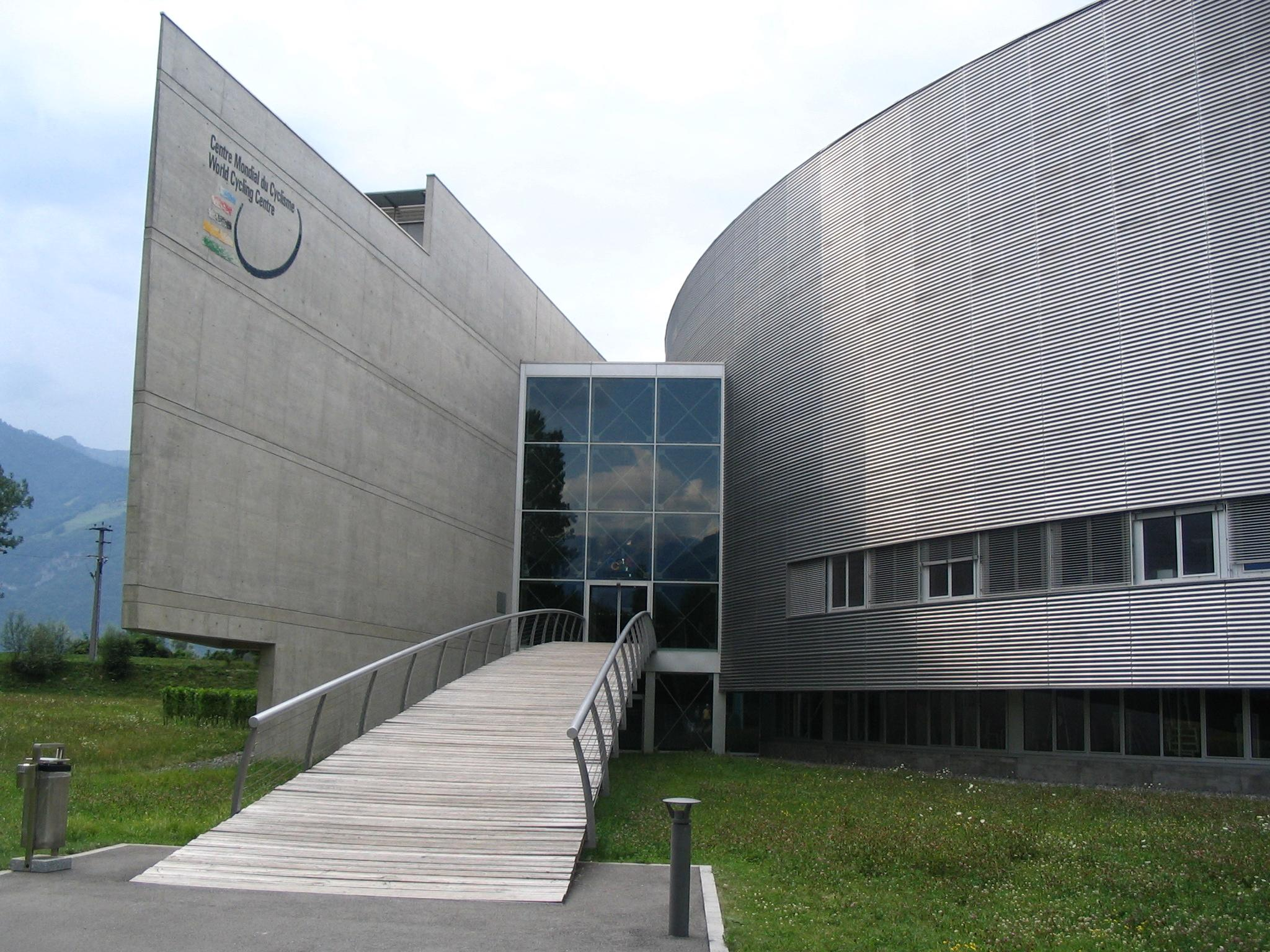
Sede de la UCI

El Salón de la Fama de la UCI (nombre en inglés: UCI Hall of Fame) es una iniciativa que fue presentada por la Unión Ciclista Internacional (UCI) en 2002, con el fin de "honrar a todos aquellos que por sus hechos heroicos o sus personalidades han contribuido en gran medida a la gloria y el desarrollo del deporte del ciclismo en todo el mundo". Su inauguración fue parte de las celebraciones que marcaron el 100 aniversario tanto de la carrera París-Roubaix como de la fundación de la UCI, que también incluyó la apertura del Centro Mundial del Ciclismo en Aigle, Suiza, donde se encuentra el Salón de la Fama. En 2022 todavía no se habían añadido nuevos miembros a los designados en la sesión inaugural.

## Sesión inaugural
El 14 de abril de 2002, coincidiendo con los actos conmemorativos del primer centenario de la carrera ciclista París-Roubaix, la UCI inauguró su nueva sede en Aigle, Suiza. Formando parte de estos actos, estaba la creación del Cycling Hall of Fame, que incluyó en su primera sesión a 57 ciclistas de distintas disciplinas, en reconocimiento a sus hazañas deportivas y por su contribución al prestigio del ciclismo.
Los corredores elegidos en esta sesión inaugural, fueron (por orden alfabético): 
Ciclismo en ruta (masculino)
| - Adorni - Anquetil - Argentin - Bahamontes - Baldini - Bartali - Binda - Bobet | - Bugno - Christophe - Coppi - Garin - Gaul - Gimondi - Hinault - Induráin | - Janssen - Kelly - Kübler - Kuiper - Leducq - Lemond - Lesna - Magne | - Maertens - Magni - Merckx - Moser - Poulidor - Roche - Saronni - Schotte | - Speicher - Thys - Van Looy - Van Steenbergen - Zoetemelk |  |

Ciclismo en ruta (femenino)
| - Canins - Longo |

Ciclismo en pista (masculino)
| - Freuler - Hübner - Maspes | - Morelon - M. Rousseau - Scherens | - Taylor - Van Vliet - Zimmerman |  |  |  |

Ciclismo en pista (femenino)
| - Ballanger |

Ciclocrós (masculino)
| - E. De Vlaeminck - Dufraisse - Liboton | - R. Longo - Thaler - Wolfshohl | - Zweifel |  |  |  |

Ciclismo de montaña (masculino)
| - Overend |